# 1577
Відродження •  Реформація •  Доба великих географічних відкриттів •  Ганза •  Річ Посполита •  Нідерландська революція •  Релігійні війни у Франції

## Геополітична ситуація
Османську державу очолює Мурад III (до 1595). Імператором Священної Римської імперії є Рудольф II (до 1612). У Франції королює Генріх III Валуа (до 1589).
Апеннінський півострів за винятком Папської області та Венеціанської республіки належить Священній Римській імперії.
Королем Іспанії та правителем Нижніх земель є Філіп II Розсудливий (до 1598). В Португалії королює Себастьян I Бажаний (до 1578). Королевою Англії є Єлизавета I (до 1603). Король Данії та Норвегії — Фредерік II (до 1588). Король Швеції — Юхан III (до 1592). Королем Богемії та Угорщини є Рудольф II (до 1608).
Королями Речі Посполитої, якій належать українські землі, є Стефан Баторій та Анна Ягеллонка.
У Московії править Іван IV Грозний (до 1584). Існують Кримське ханство, Ногайська орда. Єгиптом володіють турки. Шахом Ірану є сефевід Мухаммад Худабенде.
У Китаї править династія Мін. Значними державами Індостану є Імперія Великих Моголів, Біджапурський султанат, Віджаянагара. У Японії триває період Адзуті-Момояма.
Триває підкорення Америки європейцями. На завойованих землях існують віцекоролівства Нова Іспанія та Нова Кастилія. Португальці освоюють Бразилію.

## Події

### В Україні
- Низовий козак Іван Підкова став господарем Молдови. Він з тріумфом увійшов у Ясси, розбивши по дорозі війська наставленого Стамбулом господаря Петра.
- На Дубенський замок двічі упродовж року нападали татари, але взяти штурмом його не змогли.
- У документах згадується Іванівка (Корецький район).

### У світі

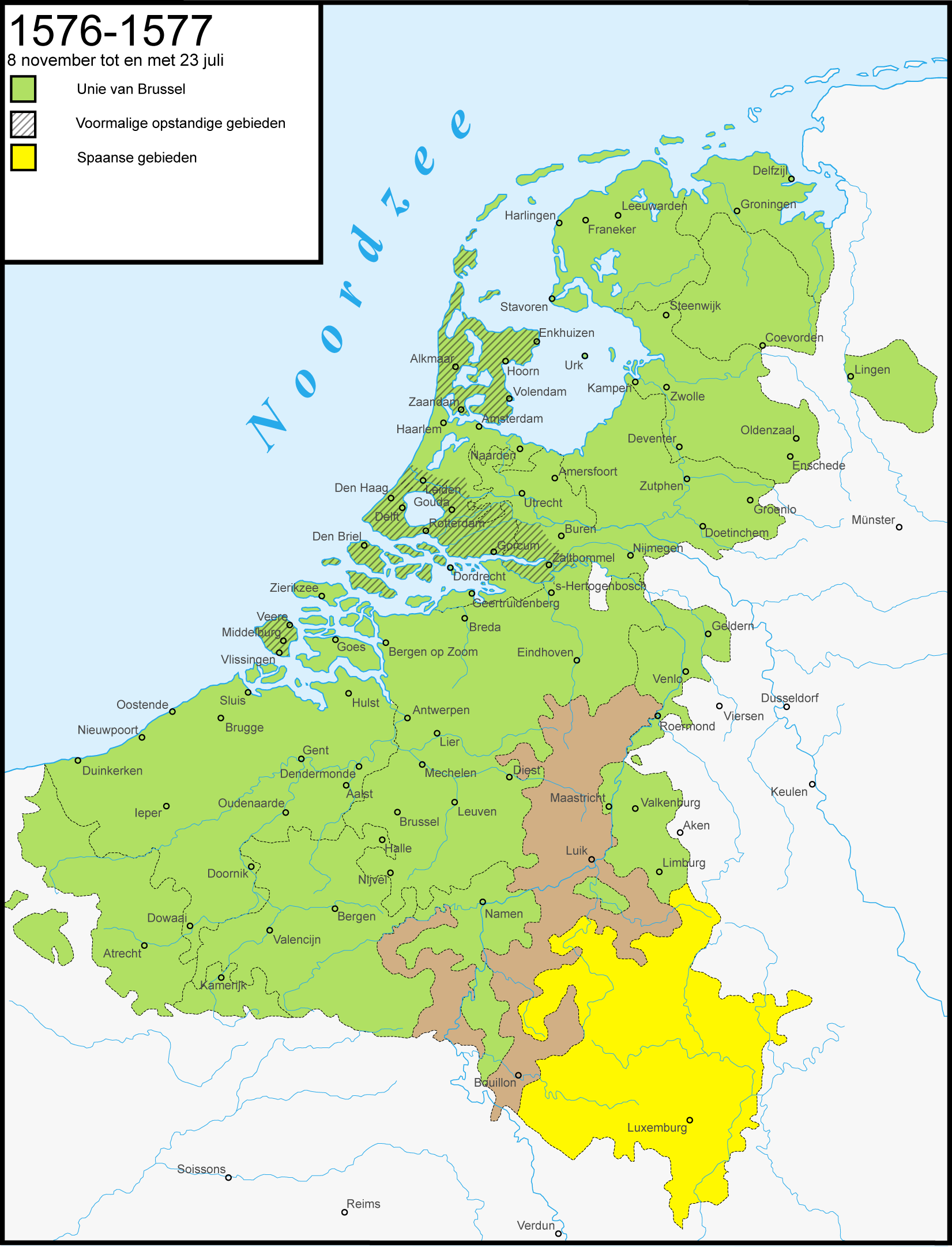
Зеленим позначена частина Нижніх земель, що увійшла до Брюссельського союзу, жовтим — територія, вірна іспанській короні, коричневими — нейтральні землі.

- Кримське ханство очолив Мехмед II Ґерай.
- Нідерландська революція:
  - Генеральні штати Нідерладів проголосили Брюссельський союз, спочатку без бунтівних провінцій Голландія та Зеландія, а потім із ними. Це означало бунт усієї країни проти іспанського панування.
  - 23 вересня Вільгельм I Оранський тріумфально увійшов у Брюссель.
- 28 травня побачила світ Бергенська книга, в якій була викладена солідна декларація формули Згоди, що незабаром стане частиною «Книги згоди» лютеран.
- 17 вересня в Бержераку підписано угоду між французькою короною та гугенотами, що завершила шосту гугенотську війну. Гугеноти отримували певне право практикувати свою віру, хоча укорочене порівняно з попердніми едиктами.
- Іспанія та Османська імперія підписали перемир'я.
- 13 грудня англійська ескадра з п'яти кораблів і 164-х членів екіпажу на чолі з Френсісом Дрейком відплила з англійського міста Плімут для нападу на тихоокеанські прибережні іспанські володіння в Новому Світі. Дрейк повернувся на батьківщину через три роки і став першим британцем, що здійснив навколосвітнє плавання і першим капітаном, який очолював навколосвітню експедицію від її початку до завершення.
- Гуру Рамдас заснував священне місто сикхів Амрітсар.
- Численні європейські астрономи й астрологи, зокрема Тихо Браге, спостерігали проходження небом Великої комети 1577 року.

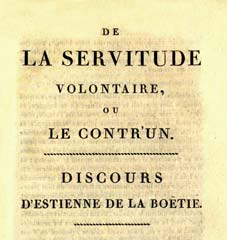

- Пожежа в Палаці Дожів у Венеції знищила багато творів мистецтва.
- Опубліковано есе з політичної філософії Етьєна де ля Боесі «Міркування про добровільне рабство» (фр. Discours de la servitude volontaire), в якому автор розглядає питання підкорення тиранам і розмірковує про сутність влади.

## Народились
Докладніше: Народилися 1577 року
- 28 червня — Пітер (Пауль) Рубенс, фламандський живописець
- 9 липня — Томас Вест, 12-й барон Делавер, колонізатор Вірджинії

## Померли
Докладніше: Померли 1577 року